# Spodoptera procedens
Spodoptera procedens là một loài bướm đêm trong họ Noctuidae.